# إنديانا ماسارا
إنديانا ماري إيلا ماسارا (من مواليد 23 أغسطس 2002) تعرف اختصارها أحيانًا إنديانا، هي مغنية وممثلة وعارضة أزياء وشخصية على الإنترنت أسترالية. تم اختيار مسارا كواحد من أصغر الفنانين الجدد في قناة قبلة أف أم أستراليا.

## نشأتها
ولدت ماسارا في كولبينيا، إحدى ضواحي بيرث، أستراليا الغربية. هي من أصل إيطالي. كان ماسارا "توم بوي" عندما كان طفلاً وكان مهتمًا بالرياضة. بقيت في البداية في أستراليا مع أجدادها بينما غادر والداها وشقيقها الأكبر بريسلي إلى لوس أنجلوس حتى يتمكن من متابعة التمثيل. التحقت إنديانا بكلية مرسيدس في مدينة بيرث قبل اتخاذ قرار الانضمام إليهم.

## روابط خارجية
- إنديانا ماسارا في قاعدة بيانات الأفلام على الإنترنت